# 땅울림 (영화)
"땅울림"은 1980년에 개봉한 대한민국의 영화이다.

## 줄거리
주인공인 주영복은 광복 이후에 함경북도 나남으로 귀환했다. 주영복은 나남 간부 훈련소에서 러시아어 통역원으로 자원 입대하면서 출세의 길을 걷게 된다.
주영복의 애인이었던 인숙은 로마 가톨릭교도였던 사실이 문제가 되어 반당 분자로 내몰리게 되자 인숙은 주영복과의 사랑을 버리고 한국 전쟁에 참전하게 된다. 인천 상륙 작전 이후에 철수한 조선인민군의 비밀 문서에서 북한 전역에 등장한 출신 성분에 의한 공포 정치를 피해 월남한 여동생, 월남한 이후에 언론인으로 근무 중이던 삼촌을 두고 있었다는 사실이 밝혀지면서 주영복은 당으로부터 반당 분자로 내몰리게 된다. 주영복은 자신의 희생과 충성도가 인정받지 못하면서 큰 충격과 배신감을 느꼈고 결국 대한민국에 투항하게 된다.

## 캐스팅
- 서인석
- 김보연
- 박암
- 장정국
- 문미봉
- 김을동
- 윤일주
- 최성
- 이해룡